# La Garde (Isère)
 La Garde  es una población y comuna francesa, en la región de Ródano-Alpes, departamento de Isère, en el distrito de Grenoble y cantón de Le Bourg-d'Oisans. Se sitúa en la subida de a Alpe d'Huez.

## Demografía
| 112 | 82 | 72 | 64 | 52 | 66 |
| Para los censos de 1962 a 1999 la población legal corresponde a la población sin duplicidades (Fuente: INSEE [Consultar]) |    |    |    |    |    |